# Образцовое государство

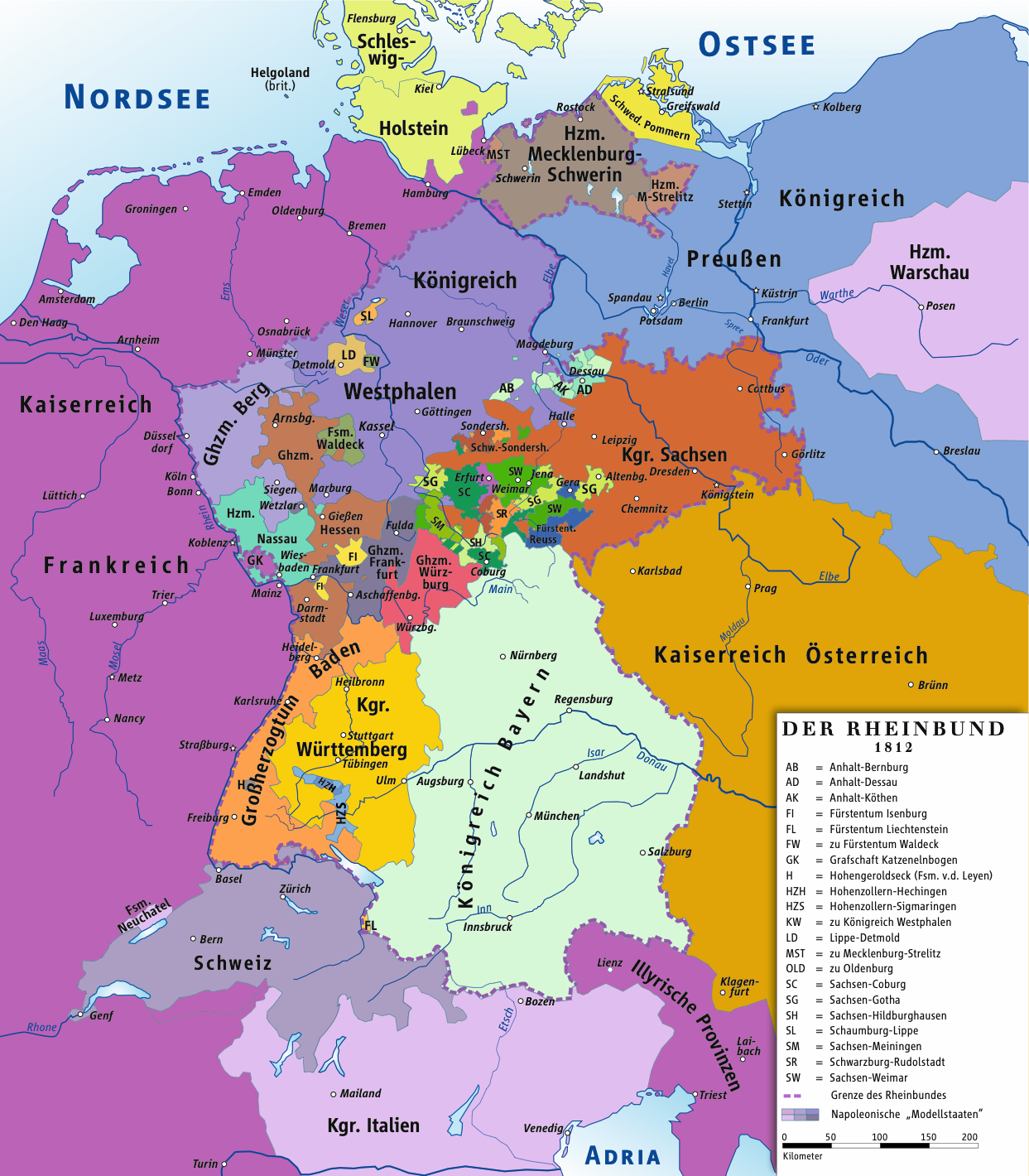
Германия в 1812 году.

Образцовые государства (нем. Modellstaat) — историографический термин, относящийся к трём германским государствам (Великое герцогство Берг, Королевство Вестфалия, Княжество Ашаффенбург/Государство князя-примаса/Великое герцогство Франкфурт), которые были основаны по инициативе французского императора Наполеона Бонапарта и отметились активными реформами.
Эти государства-сателлиты Первой империи назывались образцовыми государствами, поскольку Наполеон не хотел, чтобы входившие в орбиту его влияния государства просто управлялись. Они были призваны стать образцом рациональной государственной организации и оказать влияние на другие германские государства (особенно на Пруссию). Они ввели юридическое равенство граждан посредством Гражданского кодекса, но в целом воздерживались от последовательной реализации таких мер, как освобождение крестьян.
Теоретически модельные государства представляли собой значительный прогресс, но по словам немецкого историка Гельмут Бердинг на примере Вестфалии страдали от трех фундаментальных проблем:
1. Несмотря на все свои благие намерения, Наполеон оставался французским императором и завоевателем, которому нужно было платить дань и предоставлять войска, что вызывало социальные волнения.
2. Поддержка экономической войны Франции против Англии в лице Континентальной блокады и, таким образом, потеря важного торгового партнера и экономические трудности.
3. Наполеон награждал достойных генералов и министров поместьями, доходы от которых не подпадали под налоггобложение.[1]

С образцовыми государствами можно сравнить так называемые дочерние республики (особенно в Италии) и Голландское королевство (1806—1810). Другие части Германии были аннексированы Францией напрямую, входили в Рейнский союз или являлись её союзниками.